# Timante
Timante di Kythnos (o anche Timanthes; in greco: Τιμάνϑης ο Κύθνιος) (Citno, V secolo a.C. – IV secolo a.C.) è stato un pittore greco antico vissuto attorno al 430 a.C. ad Atene. Talvolta ne viene citata erroneamente l'origine equivocandolo con Timante di Sicione, anch'egli pittore ma attivo nel III secolo a.C.

## Biografia e opere
Il pittore, originario dell'isola cicladica di Kythnos, viene annoverato tra i pittori praticanti il tetracromatismo, si suppone comunque che nel tempo abbiano saputo estendere la propria tavolozza.
Molto ammirato dai suoi contemporanei non solo per la tecnica esecutiva ma anche per l'inventività, fu contemporaneo di Zeusi e rivale dei più giovani Parrasio e Kolotes di Teo. Vinse infatti a Samo la gara con Parrasio per l'esecuzione della Disputa per le armi di Achille tra Aiace e Odisseo e lo sconfitto lamentò che la vittoria era di nuovo andata d un indegno.  Di altri lavori dei Timante si ricorda il dipinto della Lapidazione di Palamede a Efeso – la cui riproduzione in uno specchio etrusco assieme alla presenza di oggetti simili con altre vicende sulla storia del re di Eubea danno adito alla supposizione che il pittore ne avesse tratto un più complesso ciclo – e un piccolo pinax con il ciclope Polifemo dormiente sbeffeggiato da piccoli satiri – di questo resta il ricordo nella ripresa della scena in un cratere apulo.
Ma la sua opera più celebrata – e con maggiori conseguenze nelle espressioni artistiche successive – è il Sacrificio di Ifigenia, dipinta in gara con Kolotes. In quest'opera la scena è fermata negli attimi più densi di pathos, quelli precedenti al sacrificio dalla fanciulla. Il pittore vi rappresentò l'espressione di tristezza dei volti degli astanti in modo che aumentasse a seconda del legame affettivo con Ifigenia: Calcante triste, Odisseo più triste ancora, Menelao disperato; non potendo dipingere un livello ulteriore di costernazione nel padre Agamennone si risolse con l'espediente di mostrarlo con il capo coperto da un velo.

## Il lascito del velo di Timante
Il primo scrittore latino a ricordare quest'opera è nuovamente Cicerone nell'Orator cui seguirono Valerio Massimo, Quintiliano, Plinio il Vecchio e molto più tardi il bizantino Eustazio di Tessalonica (da quest'ultimo testo fra l'altro deriva probabilmente l'equivoco sull'origine di Timante a Sicione). Nel ritenere che il punto focale fosse il decorum, ovvero il mantenimento della dignità nelle emozioni struggenti, l'interesse di Cicerone, Valerio e Quintiliano si soffermava, con sfumature diverse, al parallelo tra lo stratagemma nel dipinto e quella figura retorica che oggi definiamo aposiopesi, cioè la forma in cui il discorso viene sospeso lasciando all'immaginazione del lettore la percezione del senso. Plinio ed Eustazio invece si soffermano sull'abilità inventiva di Timante.
Se il successo della rappresentazione di Ifigenia di Timante, in una specie di inerzia iconografica, la vede ripresa in antico non solo nella pittura vascolare ma anche in opere più cospicue come Sacrificio di Ifigenia della Casa del poeta tragico di Pompei (ora nel Museo Archeologico Nazionale di Napoli) l'espediente venne ripreso sia nella pratica figurativa che nell'elaborazione teorica anche in tempi molto più recenti. Grazie alle numerose citazioni di Plinio da parte degli enciclopedisti medioevali Timante entra per la prima volta nelle teorizzazione delle arti figurative con Leon Battista Alberti che lo cita nel suo Della pittura (1436), Dopo la pubblicazione a stampa del volume i riferimenti si moltiplicano con le pubblicazioni di Benedetto Varchi, Lodovico Dolce, Giovanni Andrea Gilio e così numerosi altri autori ancora nel XVII e XVIII secolo. E anche Federico Borromeo, impadronendosi della lezione di Timante in uno spirito controriformistico, suggerì ai pittori di ispirarsi all'espediente nell'ambito dell'arte sacra.
Le interpretazioni o le citazioni nelle opere d'arte, dove il velo diventa un topos fondamentale, sono innumerevoli. A solo titolo di esempio, si può ricordare un'opera di Claus Sluter, la tomba di Filippo l’Ardito (1411) a Digione, in cui le numerose figure del piedestallo coprono il volto con un velo a simboleggiare varie gradazioni di dolore, e, secoli dopo, guardare alla classica citazione nel Sacrificio di Ifigenia di Giambattista Tiepolo (1757) a Villa Valmarana.